# Кудангський
Куда́нгський (рос. Кудангский) — селище у складі Нікольського району Вологодської області, Росія. Входить до складу Краснополянського сільського поселення.
Стара назва — Кудангінський.

## Населення
Населення — 273 особи (2010; 384 у 2002).
Національний склад (станом на 2002 рік):
- росіяни — 98 %